# Suzana
Suzana je žensko ime koje potječe iz hebrejske riječi Shoshana (שושנה, »ljiljan«).

## Suzana u Bibliji
Čista Suzana spominje se u Starom zavjetu, u Knjizi o Danielu.
Suzana bijaše Jojakimova žena, kćer Hilkijina, vrlo lijepa, bogobojazna, odgojena po Zakonu Mojsijevu. Sucima u Babilonu postaše dva nemoralna starca, koji su poželjeli Suzanu nakon što su je vidjeli u šetnji vrtom. Svoju želju su skrivali jedan od drugoga, ali ne predugo. Kad Suzana opet dođe u vrt i htjede se okupati jer bijaše vruć dan, starci je pokušaše ucijeniti da legne s njima jer vrata su zaključana i nitko ih ne može vidjeti, a ako odbije da će oni lažno svjedočiti da je neki mladić bio s njom te je zbog toga poslala djevojke od sebe. Suzana nije popustila ucjeni, jer nije htjela počiniti grijeh pred Gospodom. Sutradan se skupi narod kod Jojakima, dođoše i nemoralni starci, suci u Babilonu, optužiše prelijepu Suzanu na smrt. Suzana uto povika prema Bogu "O vječni Bože! Ti koji poznaješ tajne i koji znaš sve stvari od početka njihovog! Ti znaš dobro da su oni lažno posvjedočili protiv mene; i evo kako ja umirem a da ništa nisam učinila od onoga što su oni zlobno izmislili protiv mene.“ Bog je čuo njen glas i pobudi sveti duh u Danielu, te on zaustavi narod jer su osudili Suzanu na temelju lažnog svjedočenja a da nisu ustanovili činjenice slučaja. Narod se vrati sa Suzanom u kuću, i po Danielovoj uputi odvoji starce i počne saslušavati prvoga: "Sada dakle, ako si ti stvarno vidio ovu ženu, reci nam pod kojim drvetom si ti njih vidio općiti zajedno.“ On reče: ”Pod tršljom.“ Potom dovede drugoga i postavi mu isto pitanje, na što ovaj odgovori ” Pod jednim zelenim hrastom.“ Starce pogubiše prema zakonu Mojsijevu, Hilkija, njegova žena, Jojakim i svi njezini rođaci, dadoše hvalu Bogu što se na Suzani ne nađe ništa sramotno.

## Čista Suzana u hrvatskoj književnosti
Temu čiste Suzane u hrvatskoj književnosti obradio je Mavro Vetranović u prvoj polovici 16. stoljeća. Drama je utemeljena na osudi nevino optužene, ali i na korupciji, potkupljivanju, licemjernom suđenju pravednosti.